# Marcus Bühl

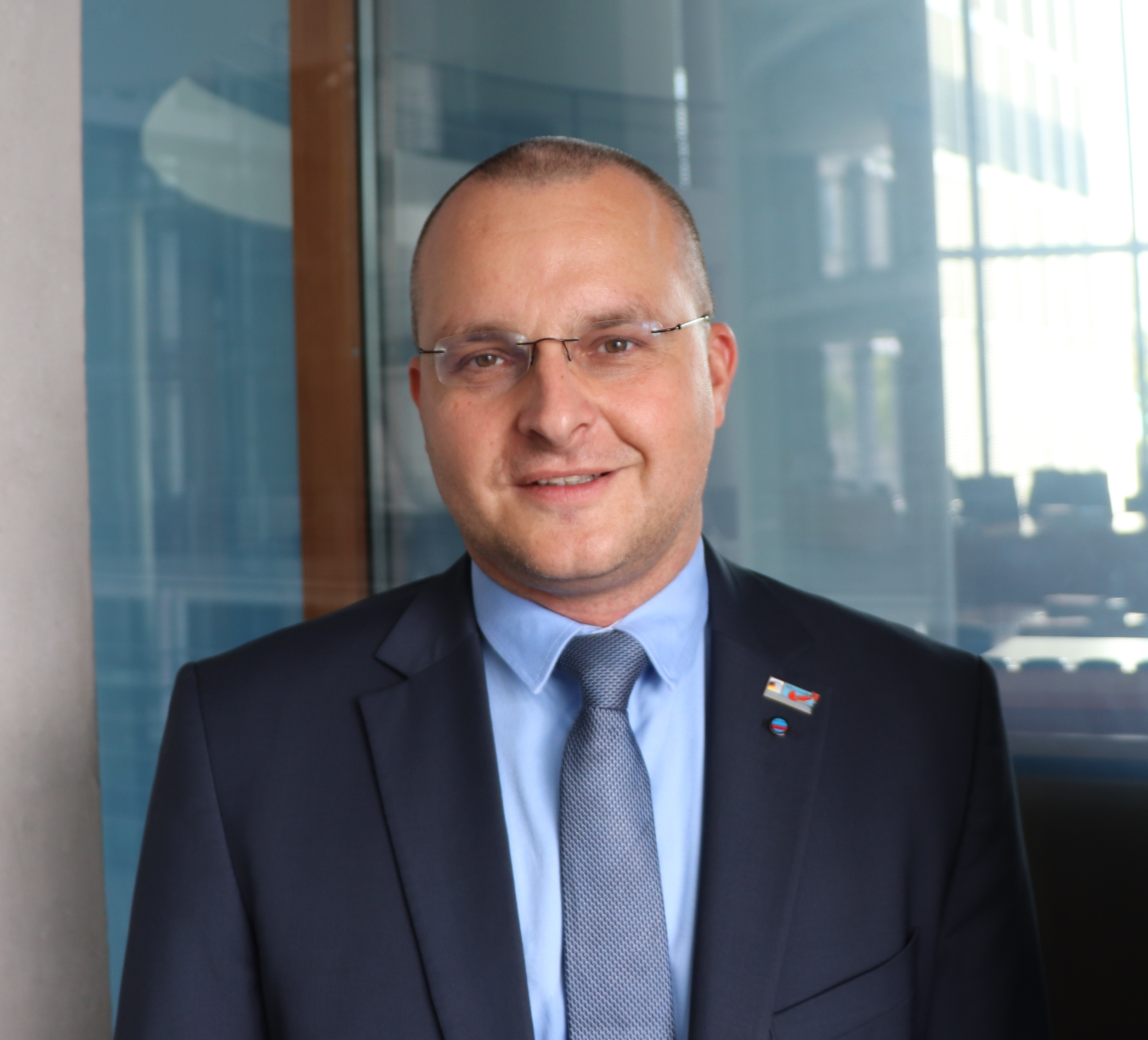
Marcus Bühl (2019)

Marcus Bühl (* 29. April 1977 in Ilmenau) ist ein deutscher Politiker (AfD) und seit 2017 Mitglied des Deutschen Bundestages.

## Leben
Nach dem Erwerb der Fachhochschulreife 1995 absolvierte Bühl von 1996 bis 1997 seinen Grundwehrdienst in einer Panzerpioniereinheit der Bundeswehr. Von 1995 bis 2003 studierte Bühl Medieninformatik an der Hochschule Furtwangen und machte sich 2004 als Informatiker selbstständig, nachdem er zuvor sein Studium mit dem FH-Diplom Medieninformatik und Master abgeschlossen hatte.
Bühl ist konfessionslos. Sein 10 Jahre jüngerer Bruder Andreas Bühl ist in der CDU aktiv und seit 2014 Mitglied des Thüringer Landtags.

## Politische Tätigkeiten
Marcus Bühl ist seit 2013 Gründungsmitglied des AfD-Landesverbandes Thüringen, nachdem er zuvor parteilos war. Ab 2014 war er als Wahlkreismitarbeiter des AfD-Landtagsabgeordneten Olaf Kießling tätig. Bei der Bundestagswahl 2017 wurde er über Platz 3 der AfD-Landesliste in den Bundestag gewählt.
Dieses Mandat konnte er auch bei der darauffolgenden Bundestagswahl im September 2021 halten und zog mit Direktmandat im Wahlkreises Gotha – Ilm-Kreis mit 26,5 % der Erststimmen in den 20. Deutschen Bundestag ein. Zudem stand er auf dem fünften Platz der Landesliste Thüringen seiner Partei.
Im Bundestag ist Bühl ordentliches Mitglied im Haushaltsausschuss und stellvertretendes Mitglied des Innenausschusses.